# Amt Ruhland
Amt Ruhland är ett kommunalförbund i Brandenburg i Tyskland, beläget i södra delen av Landkreis Oberspreewald-Lausitz. 
Huvudort och säte för samadministrationen är staden Ruhland. Övriga ingående kommuner är Grünewald, Guteborn, Hermsdorf, Hohenbocka och Schwarzbach. Den sammanlagda befolkningen uppgår till 7 371 invånare (2012), på en yta av 131 km².